# Echte beisa
De echte beisa (Oryx beisa beisa) is een ondersoort van de beisa. Het is de nominaatondersoort en komt voor in de Hoorn van Afrika en Kenia.
Alle soorten oryxen zijn echter compact en gespierd, met relatief lange lichamen en brede nekken. Er is geen duidelijk verschil tussen mannelijke en vrouwelijke oryxen. Hoewel de verschillende soorten en ondersoorten oryxen vrij veel op elkaar lijken, zijn er toch een aantal karakteristieken waardoor ze uit elkaar te houden zijn. De echte beisa heeft oren met franjes en zwarte plukjes haar die tot voorbij de oren reiken. De echte beisa voedt zich met verschillende grassoorten. Ze voeden zich overdag, wanneer de planten het meeste water vasthouden. Tijdens het droge seizoen voeden ze zich met giftige Adeniumplanten.

## Leefgebied
De echte beisa leefde ooit in een groot gebied in het noordoosten van Afrika, van Soedan tot Tanzania, maar is over een groot deel van dit leefgebied uitgestorven. Anno 2024 leven ze vooral nog in Ethiopië en het noorden van Kenia. In 1959 kwam door een grenswijziging in het Serengeti National Park het gebied dat bewoond werd door de echte beisa buiten het park te liggen. Waarnemingen tussen 1974 en1975 toonden aan dat de beisa nog steeds alleen bezoekers waren van het Serengeti National Park, maar er zijn aanwijzingen dat ze in de toekomst misschien vaste bewoners zullen worden.
De echte beisa verblijft in struik- en graslandgebieden. Tijdens het natte seizoen trekken ze naar hoger gelegen gebieden en vermijden ze hoog gras en verzadigde gebieden. Ze verplaatsen zich over grote afstanden om een goede locatie te vinden en blijven daar enkele seizoenen.